# 格呂內克山
47°37′56″N 11°43′20″E / 47.63227°N 11.72229°E

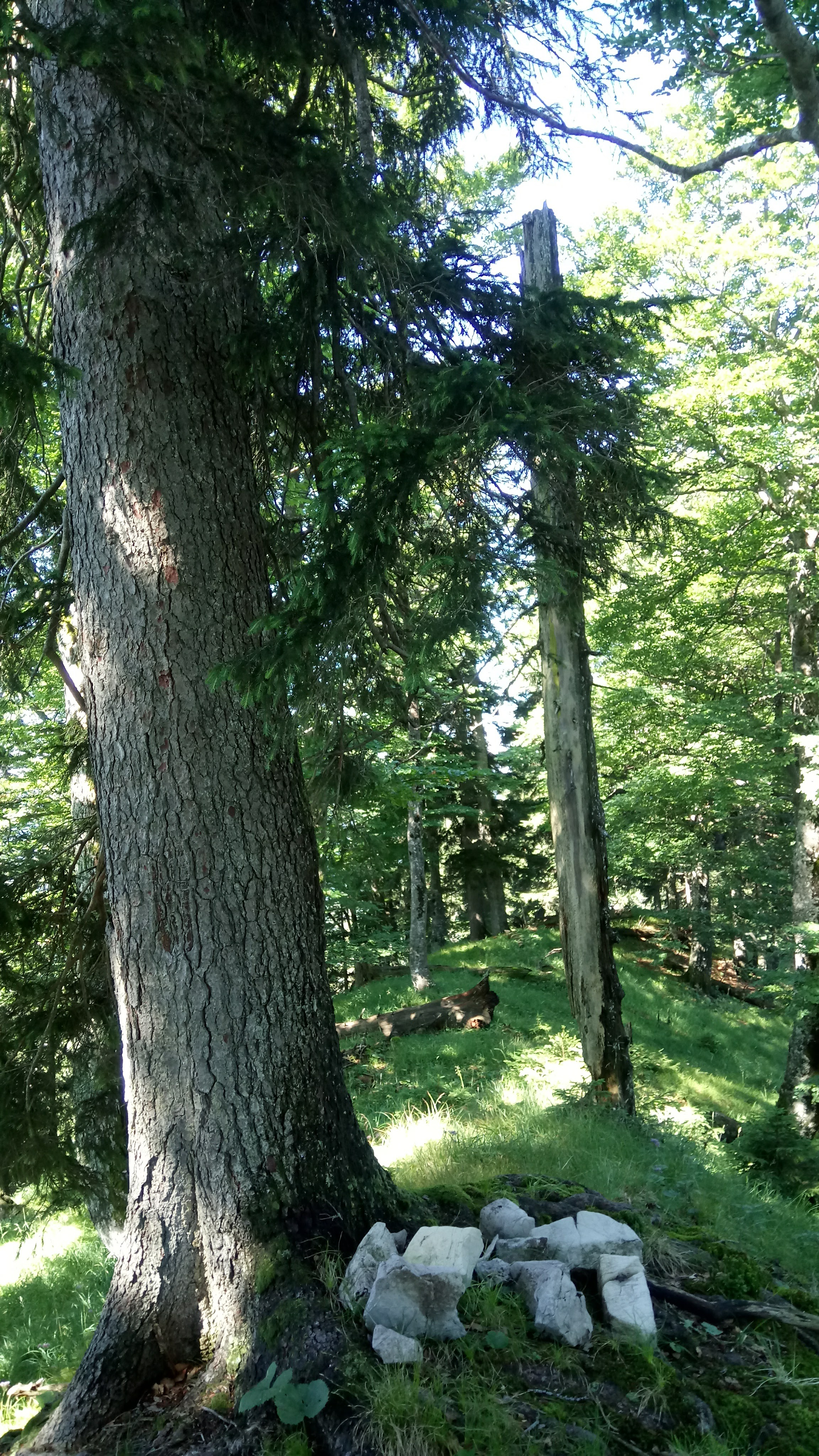

格呂內克山（德語：Grüneck），是德國的山峰，位於該國東南部，由巴伐利亞負責管轄，屬於泰根塞山的一部分，距離萊昂哈德施泰因山0.8公里，海拔高度1,395米，每年平均降雨量1,764毫米。